# Deslave en la colonia Montebello
El Deslave en la colonia Montebello fue un desastre ocurrido la mañana del domingo 19 de septiembre de 1982 en la colonia Montebello al norponiente de Mejicanos, San Salvador, El Salvador. El deslave comenzó en el Volcán de San Salvador, en la zona conocida como el Picacho, la cual es la parte más alta de este volcán. El deslizamiento ocurrió debido a que en la zona del Picacho se encontraba un tanque de agua, el cual debido a las intensas lluvias de más de 4 días que azotaron al país, explotó, causando un deslave de más de 300,000 metros cúbicos de tierra, que soterraron la colonia Montebello así como las colonias San Mauricito, El Triunfo y Lotificación San José. En la tragedia murieron más de 500 personas, se reportaron 159 viviendas destruidas y 200 desaparecidos, posiblemente muertos. El 19 de septiembre se registraron 1,900 milímetros de lluvia.

## Datos del fenómeno
La mañana del día 19 de septiembre de 1982 a las 5:30 a. m. inicia un deslave en la parte más alta del volcán de San Salvador conocida como el Picacho, este deslizamiento se da debido a la explosión de un tanque de agua además de que el terreno donde estaba ubicado era inestable, y debido a las lluvias de más de 4 días el terreno colapsó. El deslave comienza a cobrar fuerza, y aproximadamente a las 6:00 a. m. el deslave llega a las colonias más cercanas, causando graves daños en aproximadamente 4 colonias de la zona, pero la más afectada es la colonia Montebello. La altura el lodo llega aproximadamente de 2 a 7 metros. Los datos apuntan alrededor de 500 muertos, 159 viviendas destruidas, 2,000 damnificados. La única casa que quedó en pie después de la tragedia es la conocida Casa Rosada donde el deslizamiento de tierra terminó. La distancia recorrida fue de aproximadamente 4.5 kilómetros.

## Cronología
16 de septiembre Se declara la primera alerta por un temporal, que afectara a El Salvador el día 17 de septiembre se teme que el potencial del temporal es peligroso.
17 de septiembre Llega a El Salvador el temporal y comienza a afectar varias zonas.
19 de septiembre 5:30 a. m.  El tanque de agua ubicado en el Picacho explota, y el terreno se debilita causando un deslave que poco a poco va cobrando fuerza. Para ese día han caído más de 1900 milímetros de lluvia.
19 de septiembre 6:00 a. m. El deslave ha cobrado mucha fuerza y comienza a llegar a las colonias más cercanas y destruir casas y comienza a cobrarse vidas. El deslave se desliza sobre la quebrada El Níspero llevándose muchos árboles y dejando 500 muertos y 2,000 damnificados